# Panaria-Vinavil
Panaria-Vinavil, Diana-Colnago-Animex, Colnago-Lampre-Sopran, Lampre-Colnago-Animex, Lampre-Polti, Lampre-Panaria war ein italienisches Radsportteam, das von 1990 bis 1996 bestand.

## Geschichte
Das Team wurde 1990 von Pietro Algeri um Giuseppe Saronni gegründet. Neben den Siegen wurden gute Ergebnisse wie der zweite Platz bei Tirreno–Adriatico, Platz 2 bei Trofeo Baracchi, der 11. Platz bei der Flandern-Rundfahrt und Platz 20 beim Giro d’Italia erreicht. 1991 konnte zweite Plätze beim Giro del Veneto, Gran Premio Industria & Artigianato sowie Platz 16 beim Giro d’Italia erzielt werden. Im Folgejahr konnte sich das Team beim Giro d’Italia auf Platz 7 verbessern sowie Platz 2 bei Grand Prix Midi Libre in der Gesamtwertung belegen. Die Saison 1993 war vermutlich eine der erfolgreichsten des Teams. Neben den Siegen konnten Platz 2 bei Paris–Tours, dritte Plätze bei Lüttich–Bastogne–Lüttich, den Wincanton Classic und Gent–Wevelgem, Platz 4 beim Amstel Gold Race, Platz 5 bei der Tour de Suisse und achte Plätze bei der Flandern-Rundfahrt und der Tour de Romandie erreicht werden. 1994 war auch ein erfolgreiches Jahr bei dem unter anderem der sechste Platz bei der Tour de France, Platz 5 bei der Lombardei-Rundfahrt, Platz 4 beim Giro d’Italia sowie dritte Plätze bei der Meisterschaft von Zürich und bei Paris–Tours erzielt wurden. 1995 konnte zweite Plätze bei Mailand–Sanremo, Tirreno–Adriatico, Gent–Wevelgem und La Flèche Wallonne erreicht werden. 1996 konnte neben dem Sieg beim Giro d’Italia konnten zweite Plätze bei der Tour de Suisse, der Murcia-Rundfahrt, der Coppa Sabatini, dem Giro dell’Appennino, dem GP d’Europa erzielt werden. Am Ende der Saison wurde das Team aufgelöst. Pietro Algeri, Maurizio Piovani und Giuseppe Saronni wechselten mit einigen Fahrern zum Team Mapei.
1990 war der Schuhhändler Diana Hauptsponsor, welcher im Folgejahr von einem italienischen Fahrradhersteller Colnago abgelöst wurde. 1992 steigt der italienische Stahlverarbeiter Lampre als Hauptsponsor ein. 1996 übernahm Panaria, ein Hersteller von Keramik, das Hauptsponsoring, nachdem sie 1994 bis 1995 Co-Sponsor waren. 1990 und 1992 war der polnische Fleischproduzent Animex Co-Sponsor. Weitere Co-Sponsoren waren 1991 eine italienische Firma für Feuerbekämpfung und 1993 der Haushaltsgerätehersteller Polti.

## Doping
1993 wurde Maurizio Fondriest nach den Leeds Classic, welche er auf Platz 3 abschloss, positiv auf eine unbekannte Substanz getestet, aber nicht bestraft. Während dem Prozess gegen italienischer Sportwissenschaftler Francesco Conconi berichtete der Corriere della Sera, dass Conconi seinen Einfluss genutzt habe, um eine Disqualifikation abzuwenden. Weiterhin standen einige Fahrer, unter anderem Abduschaparow, Bortolami und Tonkow, im Verdacht mit Conconi zusammengearbeitet zu haben.

## Erfolge
1990
- Gesamtwertung Cronostaffetta
- Firenze–Pistoia
- Gran Premio Città di Camaiore
- eine Etappe Kellogg’s Tour
- eine Etappe Schwabenbräu Cup
- Polnischer Meister – Straßenrennen
- Italienischer Meister – Straßenrennen

1991
- eine Etappe Kellogg’s Tour
- Giro di Campania

1992
- drei Etappen Portugal-Rundfahrt
- zwei Etappen Tour de Romandie
- eine Etappe Grand Prix Midi Libre
- Nachwuchswertung Giro d’Italia

1993
- Mailand–Sanremo
- Meisterschaft von Zürich
- Wallonischer Pfeil
- Rad-Weltcup
- Gesamtwertung und zwei Etappen Tirreno–Adriatico
- Gesamtwertung und vier Etappen Grand Prix Midi Libre
- Gesamtwertung und zwei Etappen Escalada a Montjuïc
- Gesamtwertung und drei Etappen Giro del Trentino
- vier Etappen Vuelta a España
- drei Etappen und  Punktewertung Tour de France
- eine Etappe und  Nachwuchswertung Giro d’Italia
- zwei Etappen Tour de Suisse
- zwei Etappen Katalonien-Rundfahrt
- zwei Etappen Settimana Internazionale Coppi e Bartali
- zwei Etappen Hofbräu Cup
- eine Etappe Andalusien-Rundfahrt
- Telekom Grand Prix
- Firenze–Pistoia
- Monte Carlo-Alassio

1994
- Giro del Lazio
- Gesamtwertung und eine Etappe Grand Prix Midi Libre
- Gesamtwertung und drei Etappen Kellogg’s Tour
- Coppa Sabatini
- Settimana Ciclistica Lombarda
- drei Etappen Giro d’Italia
- zwei Etappen Tour de France
- zwei Etappen Tour de Suisse
- drei Etappen Polen-Rundfahrt
- zwei Etappen Murcia-Rundfahrt
- eine Etappe Tour de Romandie
- eine Etappe Andalusien-Rundfahrt
- eine Etappe Settimana Internazionale Coppi e Bartali
- eine Etappe Giro del Trentino

1995
- Gesamtwertung und eine Etappe Tour de Suisse
- Lombardei-Rundfahrt
- HEW-Cyclassics
- zwei Etappen Giro d’Italia
- Gesamtwertung und drei Etappen Polen-Rundfahrt
- Gesamtwertung und eine Etappe Hofbräu Cup
- eine Etappe Katalonien-Rundfahrt
- eine Etappe Tirreno–Adriatico
- eine Etappe Grand Prix Midi Libre
- eine Etappe Driedaagse van De Panne

1996
- Gesamtwertung und eine Etappe Giro d’Italia
- Gesamtwertung und eine Etappe Giro del Trentino
- Gesamtwertung und zwei Etappen Étoile de Bessèges
- Gesamtwertung und drei Etappen Grand Prix Guillaume Tell
- Giro dell’Appennino
- Grand Prix Pino Cerami
- Grand Prix de Denain
- zwei Etappen Tirreno–Adriatico
- eine Etappe Tour de Suisse
- eine Etappe Tour de Romandie
- eine Etappe Mittelmeer-Rundfahrt
- eine Etappe Giro di Sardegna
- Tschechischer Meister – Straßenrennen

### Grand-Tour-Platzierungen
| Grand Tour            | 1990 | 1991 | 1992 | 1993 | 1994 | 1995 | 1996 |
| --------------------- | ---- | ---- | ---- | ---- | ---- | ---- | ---- |
| Giro d’ItaliaGiro     | 20   | 16   | 7    | 5    | 4    | 6    | 1    |
| Tour de FranceTour    | –    | –    | –    | 73   | 6    | 81   | 36   |
| Vuelta a EspañaVuelta | DNF  | –    | –    | 46   | –    | –    | –    |

### Monumente-des-Radsports-Platzierungen
| Monument                 | 1990 | 1991 | 1992 | 1993 | 1994 | 1995 | 1996 |
| ------------------------ | ---- | ---- | ---- | ---- | ---- | ---- | ---- |
| Mailand–Sanremo          | 47   | 44   | 37   | 1    | 14   | 2    | 15   |
| Flandern-Rundfahrt       | 11   | –    | –    | 8    | 15   | 12   | 21   |
| Paris–Roubaix            | 14   | –    | –    | –    | –    | –    | –    |
| Lüttich–Bastogne–Lüttich | –    | –    | –    | 3    | 20   | 11   | 18   |
| Lombardei-Rundfahrt      | 18   | 73   | 14   | 11   | 5    | 1    | 15   |

## Bekannte Fahrer
- Giuseppe Saronni (1990)
- Joachim Halupczok (1990)
- Zenon Jaskuła (1990)
- Wladimir Belli (1992–1995)
- Gianluca Bortolami (1990–1993)
- Giovanni Lombardi (1992–1994)
- Ján Svorada (1992–1995)
- Maurizio Fondriest (1993–1995)
- Dschamolidin Abduschaparow (1993)
- Serhij Uschakow (1993)
- Pawel Tonkow (1993–1995)